# Leon Vološin
Leon Vološin (ursprünglich Leonid Wiljewitsch Woloschin russisch Леонид Вильевич Волошин, zeitweise Leonid Vološin, Schreibweise beim Weltschachverband FIDE Leon Voloshin; * 10. Mai 1964 in Kasan, Russische SFSR) ist ein tschechischer Schachspieler russischer Herkunft.

## Leben
Vološin erhielt im Jahr 2003 den Großmeistertitel, die erforderlichen Normen erfüllte er im Februar 2001 bei einem Turnier in Zabrze und im Juli 2003 bei einem Turnier in Nový Bydžov. In der Datenbank Megabase 2008 von Chessbase gibt es von ihm die ersten Partien (unter dem Namen Leonid Voloshin) von der russischen Spartakiade 1983 und die letzten Partien aus dem Gebiet der ehemaligen Sowjetunion aus Aluschta in der Ukraine aus dem Jahr 1993. Zu dieser Zeit ist er auch nach Tschechien gezogen. Für Tschechien spielt er seit 1997. Vološin gewann bei der tschechischen Meisterschaft im Jahr 2006 in Brünn Bronze.
Vološin siegte oder belegte vordere Plätze bei mehreren Turnieren: I-III. Platz in Ostrava (1998), I-II. Platz in Kiel (2001), I. Platz in Zabrze (2001), I-II. Platz in Prag (2002), I-II. Platz in Kożuchów (2003), I. Platz in Prag (2004), I-III. Platz in Seefeld (2003), I-II. Platz in Nový Bydžov (2003), I. Platz in Nový Bydžov (2004), I-II. Platz in Wrocław (2004), I-II. Platz in Náchod (2007).
| Die zur Anzeige dieser Grafik verwendete Erweiterung wurde dauerhaft deaktiviert. Wir arbeiten aktuell daran, diese und weitere betroffene Grafiken auf ein neues Format umzustellen. (Mehr dazu) |

## Vereine
Vološin spielte in der tschechischen Extraliga von 1994 bis 2006 für ŠK Sokol Vyšehrad Bismarck, von 2006 bis 2009 für TJ Zikuda Turnov, in der Saison 2014/15 spielt er für AD Mahrla Prag und in der Saison 2019/20 für ŠK Dopravní podnik Praha. In der deutschen Oberliga Baden spielte er für die BG Buchen I, in der Saison 2005/06 der österreichischen Bundesliga spielte er für den SK Sparkasse Götzis. In der slowakischen Extraliga spielte er in der Saison 1993/94 für den ŠK Slovan Rimavská Sobota.